# Gregor Grillemeier
Gregor Grillemeier (* 17. Februar 1959 in Duisburg) ist ein ehemaliger deutscher Fußballspieler.

## Spielerkarriere

### Vereine
Aus der Nachwuchsabteilung des KBC Duisburg hervorgegangen, spielte Grillemeier für Hamborn 07 die Saison 1977/78 in der Landesliga Niederrhein. Am Saisonende stieg seine Mannschaft in die Verbandsliga Niederrhein 1978/79 auf; er selbst erhielt ein Vertragsangebot vom Bundesligisten MSV Duisburg, das er annahm. Bis zum Saisonende 1980/81bestritt er 43 Punktspiele, in denen er sieben Tore erzielte. Er debütierte am 11. August 1978 (1. Spieltag) beim 1:1 im Heimspiel gegen Arminia Bielefeld mit Einwechslung für Reiner Alhaus in der 66. Minute. Sein erstes Tor erzielte er am 23. Februar 1980 (22. Spieltag) beim 2:1-Sieg im Auswärtsspiel gegen den Hamburger SV mit dem Treffer zum 1:1 in der 58. Minute.
In der Saison 1981/82 erzielte er 17 Tore in 27 Spielen für Rot-Weiss Essen in der 2. Bundesliga, bevor er in zwei Spielzeiten für Arminia Bielefeld in der Bundesliga 59 Punktspiele bestritt und 14 Tore erzielte. Daran schlossen sich zwei Spielzeiten für Hertha BSC und eine für Hannover 96 in der 2. Bundesliga an. Als Meister der 2. Bundesliga 1987 stieg er mit Hannover 96 in die Bundesliga auf; er bestritt in dieser Saison 47 Spiele und schoss 14 Tore. Für seinen letzten Verein, die Stuttgarter Kickers, bestritt er von 1989 bis 1991 seine letzten 34 Punktspiele in der 2. Bundesliga, in denen er sechs Tore erzielte.
Er erzielte in 149 Bundesligaspielen 35, in 147 Zweitligaspielen 59 Tore. Insgesamt bestritt er  – außer für Hamborn 07 – für alle Vereine insgesamt 16 Spiele im Wettbewerb um den DFB-Pokal, in dem er für Rot-Weiss Essen und Arminia Bielefeld jeweils zwei, für Hannover 96 fünf Tore erzielte und ein Tor für die Stuttgarter Kickers. Mit dem sechsten Platz am Saisonende 1978/79 nahm sein Verein am Wettbewerb um den UEFA-Cup teil, wobei Grillemeier in diesem Wettbewerb nur einen Einsatz hatte: Am 18. Oktober 1978 beim Zweitrunden-Hinspiel, das beim FC Carl Zeiss Jena torlos blieb, wurde er in der 80. Minute für Norbert Dronia eingewechselt.

### Nationalmannschaft
Grillemeier kam im Jahr 1975 für die DFB-Jugendauswahl „B“ in drei Länderspielen zum Einsatz. Er gehörte der Mannschaft an, die ihre Premiere am 30. Juli 1975 in Heinola im Rahmen eines Turniers in Finnland mit 5:1 gegen die Auswahl Norwegens gewann. Am 1. August 1975 bestritt er in Kuusankoski das mit 2:4 verlorene Spiel gegen die Auswahl Dänemarks; beim 2:1-Sieg über die Auswahl Islands in Pieksämäki am 2. August kam er als Einwechselspieler für Ternovec zum Einsatz.

## Trainerkarriere
Nach seiner Spielerkarriere wurde Grillemeier als Trainer tätig. In Duisburg, wo er im Stadtteil Hamborn seit 1995 ein Sportgeschäft besitzt, betreute er die Landesligisten TuS Viktoria 06 Buchholz, FCR Duisburg 55 und Alfa SV Duisburg. Von 2002 bis 2010 war er beim VfvB Ruhrort-Laar beschäftigt. 2012 trainierte er zuletzt den Landesligisten FSV Duisburg, dann Bayer Uerdingen. Nach einer längeren Pause wurde er 2023 Co-Trainer beim SV Scherpenberg.

## Sonstiges
Grillemeier hat eine Ausbildung zum Energieanlagenelektroniker absolviert und auf der Hütte gearbeitet. Aber im Schichtsystem war es schwierig, diese Tätigkeit mit dem Fußball zu vereinen.
Sein 2013 verstorbener Vater Gregor Grillemeier senior war ebenfalls Fußballtrainer und verantwortlich für den Aufbau der Frauenfußballabteilung des KBC Duisburg. Er gilt als Entdecker von Martina Voss.